# تاپسیا
تاپسیا (در متون طب سنتی دریاس از ادریاس و ثافیسا) (نام علمی: Thapsia) نام یک سرده از تیره چتریان است.

## نگارخانه

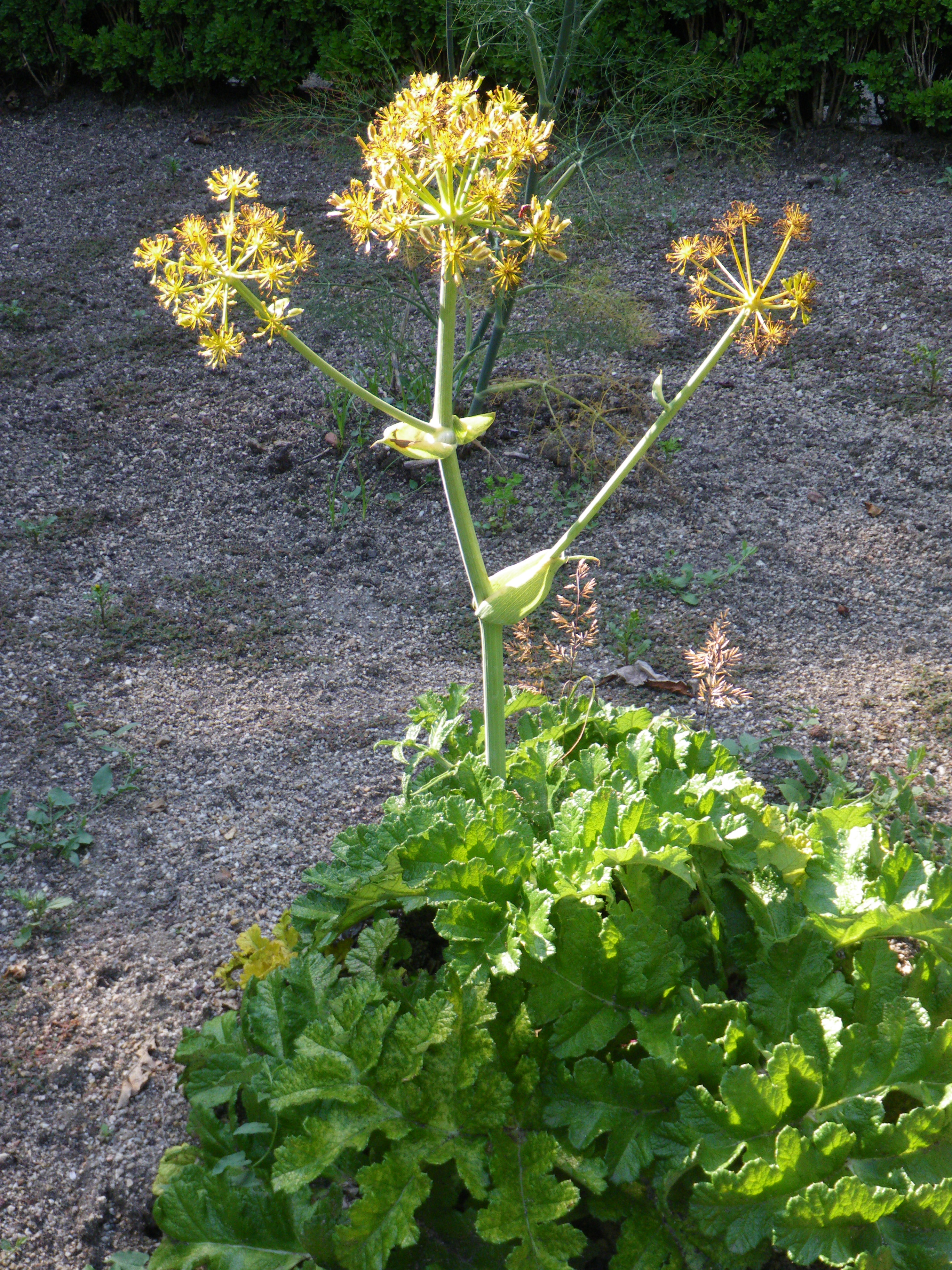
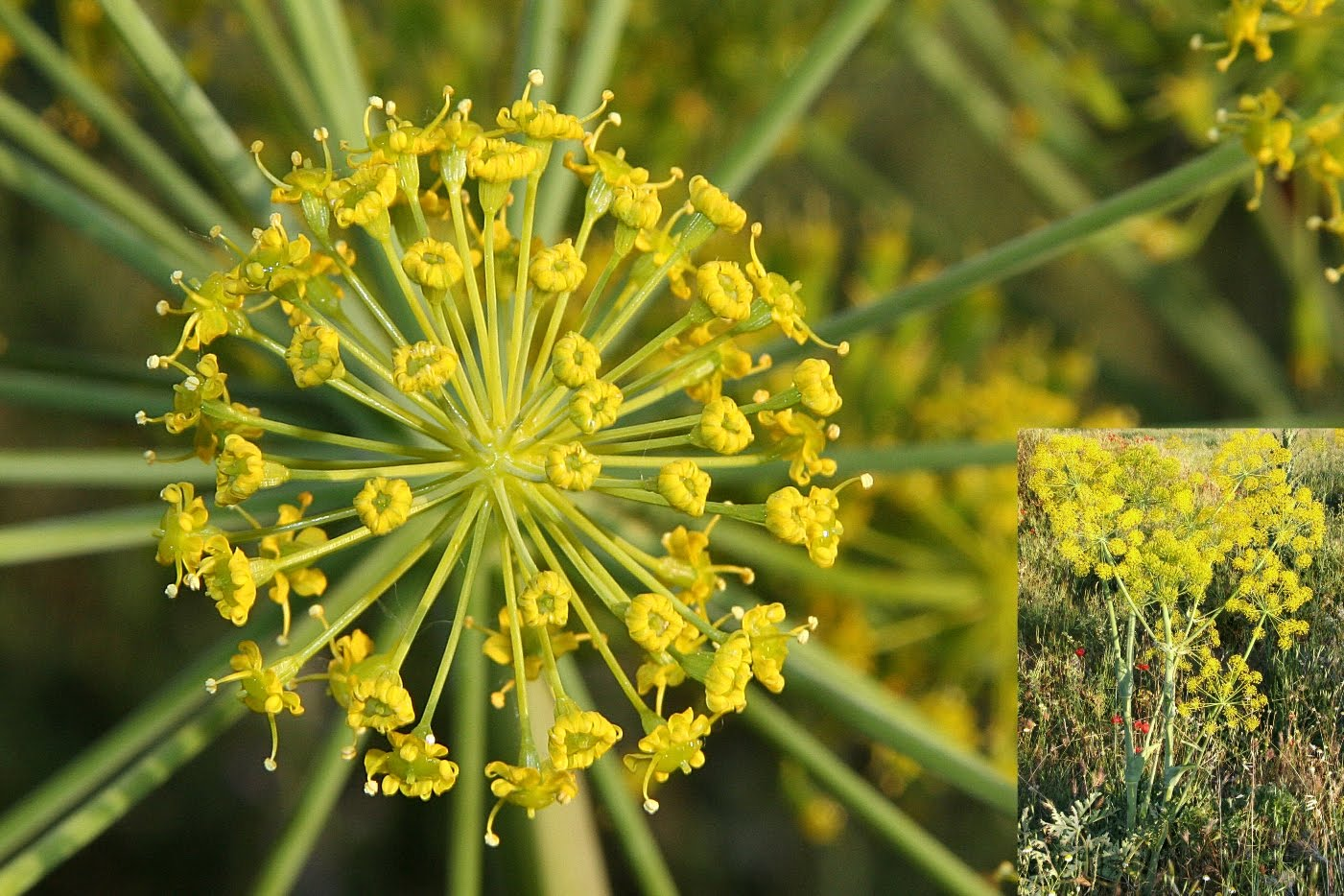